# Vrydagzynea semicordata
Vrydagzynea semicordata är en orkidéart som beskrevs av Johannes Jacobus Smith. Vrydagzynea semicordata ingår i släktet Vrydagzynea och familjen orkidéer. Inga underarter finns listade i Catalogue of Life.